# Acronicta eldora
Acronicta eldora är en fjärilsart som beskrevs av Smith 1905. Acronicta eldora ingår i släktet Acronicta och familjen nattflyn. Inga underarter finns listade i Catalogue of Life.